# サンドマン (マーベル・コミック)
サンドマン (Sandman)は、スパイダーマンシリーズに登場する代表的なスーパーヴィランの一人である。放射線を浴びた特殊な砂でできた怪物で、身体の形、サイズ、密度を自在にコントロールできる能力を持つ。

## 原作漫画
本名は、ウィリアム・ベイカー(William Baker)。通称はフリント・マルコ(Flint Marko)。
貧しい母親の元で育った。父親は彼が幼いころに家族を捨てて家を出ている。幼少期は砂細工の得意なおとなしい少年だったのだが、学校でイジメの標的になってしまい、次第に自分を守るため凶暴性を露にするようになった。高校進学後は名を「フリント・マルコ」と変えて、フットボール部に入部して花形プレイヤーとして活躍していた。しかし、友人の一人がギャングから借金をしてしまい、それを解消するために八百長試合に手を染めるが、そのことが学校に知れて退学処分となってしまう。
その後、フリントは強盗に手を染めて刑務所に入れられるのだが、そこで偶然にも父親・フロント・ベイカーに再開する。しかし、自分が息子だと明かすことは出来ず父親は先に出所してしまう。父親と共にいることで服役の日々を耐えていたフリントは、衝動的に脱獄をしてしまう。迫ってくる警察から逃走していた彼は軍の核実験室に逃げ込んでしまう。その後、侵入禁止エリアの砂浜にいるときに核実験の爆発に巻き込まれ、身体中の分子が放射線を浴びた砂の分子と融合してしまう。結果的に、身体の一部～全体を砂に変えられる能力を得て、サンドマンとなった。
能力を利用して銀行強盗を繰り返していたが、スパイダーマンによって業務用の掃除機で吸い取られ警察に引き渡された。その後も幾度となく脱獄を繰り返し、何度もスパイダーマンを苦しめた。
- 1963年発行のアメイジング・スパイダーマン第4号で初登場を果たし、グリーンゴブリンやドクター・オクトパスと並んでスパイダーマンを代表する最も古い悪役の一人として、幾度となくスパイダーマンの前に立ちはだかってきた。
- 1964年発行のアメイジング・スパイダーマン アニュアル1号にて、ドクター・オクトパス、ミステリオ、ヴァルチャー、エレクトロ、クレイヴンのスパイダーマンの宿敵5人と共に、架空の犯罪組織で悪のスーパーヒーローチームシニスター・シックス（邪悪なる6人）を結成し、初代メンバーとしてスパイダーマンと対戦する。
- 1981年発行のアメイジング・スパイダーマン第217号～第218号では、ハイドロマン（英語版）との戦闘中に融合してしまいマッド・シングという泥の怪物になって大暴れした。その後、スパイダーマンが撃退し死亡したと思われたが、数か月後には分離して蘇った。
- 長年多くの犯罪に手を染めたが根っからの悪人ではなく、アベンジャーズに一時的に加わりスパイダーマンを助けたり、小さな少女を自分の娘として育てようとしたりと更生しようと努力はしている。だが、努力は報われず犯罪者に逆戻りしてしまう。

## 実写映画版
2007年公開の映画『スパイダーマン3』と、『マーベル・シネマティック・ユニバース』の『スパイダーマン:ノー・ウェイ・ホーム』では、トーマス・ヘイデン・チャーチがフリント・マルコ / サンドマン（Flint Marko / Sandman）を演じ、日本語吹替は石田圭祐が担当した。

### キャラクター像
“アース96283”のフリント・マルコ / サンドマン。
複数の前科から幾度となく収監された強盗犯。かつて、病に侵されている最愛の娘ペニー・マルコを救う為の医療費を得ようと仕方なくデニス・キャラディンと共に強盗に乗り出し、その際に逃走用の車を奪おうと見かけたベン・パーカーを脅した末に、キャラディンに背後から声をかけられ背中を押された拍子に持っていた銃を暴発させてベンを死に至らしめてしまった過去があり、現在は妻のエマ・マルコに犯罪者と見放され、ペニーに会いに行くことも断固反対されている。
沈鬱な雰囲気を放ち、家族以外は心から信用しない極度の人間不信で、前述の経緯からモラルに欠け、若干の言い訳がましさと周囲の状況に流されやすい一面も感じ取れるが、ベンを脅した際には彼の車を奪おうとしただけで殺意は無かったどころか、ベンの「拳銃を捨てて家に帰りなさい」という説得に応えて犯行をやめようとし、崩れ落ちたベンを愕然としながら抱える素振りも見せ、この時の罪と後悔を刑務所仲間に打ち明けるなど、性根が腐りきった悪党ではなく、受取拒否で戻ってきてもペニーに獄中から多くの手紙を出し続け、彼女の顔写真が入ったロケットペンダントを大切に所持し続ける娘想いの父親でもある。
しかしベンの一件から2年後、ペニーの事を忘れられないあまり脱獄し、警察から逃亡していた際に、素粒子物理実験場に迷い込み、その場で行われた実験に人知れず巻き込まれたことから、身体の分子が全て砂状になった“サンドマン”と化してしまう。
そして、ペニーを救うための医療費を得ようと、変化した体質を用いて、大がかりな強盗行為に手を染め、ニューヨークを脅かす新たなスーパーヴィランとして猛威を振るい、因縁の関係であるピーター・パーカー/スパイダーマンとも対決する宿命を辿る。

### 能力
素粒子実験場の素粒子分解装置による実験に巻き込まれた際に、その場の足元の砂と共に肉体を原子分解されて砂と一体化したことにより、肉体を砂状に変化させ、自在に操ることが可能となった。
普段は変貌前と同等の姿だが、砂状に変化させた肉体を硬化、圧縮、分散または成形、砂と岩の粒子を操作することまで可能で、この性質を活かして周囲にある大量の砂を取り込んでの巨大化や、自動車や建造物を突き飛ばすほどの物理的なパワー、敵から受けた攻撃の受け流し、ハンマー型に変化させた片腕による直接攻撃、砂嵐に変化した状態で風に乗っての飛行など、変幻自在の戦法やアクションを数多く披露する。洪水に流されると形状崩壊を起こしてしまうものの、濡れた肉体が乾くことで再び結合して活動再開することもできる。

#### 各作品における描写
『スパイダーマン3』
本作で初登場。
脱獄すると、真っ先に訪れた就寝中のペニーの枕下に手紙を置き、緑のボーダー柄のTシャツを着込むと妻に見つかり、出ていくようあしらわれつつも、起きてきたペニーから前述のロケットペンダントを受け取り、その場を去った。
そして警察から逃亡していた際に、素粒子実験場の素粒子分解装置に入り込んでしまい、実験に巻き込まれて肉体の分子が砂状となってしまうも、愛する娘を思う一心でこれを制御。そこから大金を手に入れるためにニューヨークの市街地でダンプに詰まった砂を吸収して巨人と化し、現金輸送車を襲撃した。そこに現れたピーター/スパイダーマンとの初戦となるも、痛み分けの形で彼を退散させ、逃げ切ることに成功。
その後、銀行強盗にも乗り出し、地下鉄のトンネル内に奪取した現金を貯め込んでいたが、ピーター/ブラック・スパイダーマンとの再戦において、ベンの殺害犯であることを知った彼の復讐心に駆られた猛攻に押され、下水の中に落ち破壊された配水管から噴出した激流によって泥になってしまい流された。
だが、娘への想いによる執念から奇跡的に生き延び、自分の邪魔をするスパイダーマンに強い怒りを覚え始めるとエディ・ブロック・Jr./ヴェノムに出会し、利害の一致からその誘いに乗ってスパイダーマンを倒すべく手を組んだ。そしてヴェノムがMJ（メリー・ジェーン・ワトソン）を拉致した高層ビルの建設現場で巨人化して警官隊をなぎ払い、駆け付けたピーターとの戦いでは、ヴェノムが捉えた彼を一方的に殴りつけて追い詰めたが、ハリー・オズボーン / ニューゴブリンがピーターに加勢したことでとどめをさせず、ハリーとの一騎討ちに突入すると、彼が駆使する“スカイ・スティック”から発射されたミサイル攻撃を受けて巨体を保てず敗北した。
エディ/ヴェノムが爆死すると戦意を失い、ピーターの前に現れ、ベンを誤って殺してしまった経緯と、強盗に加担してしまった真相、そしてその事を深く後悔し続けていることを全て打ち明けた。それを知ったピーターからの「あなたを許す」という言葉を聞き、お互いに分かり合えた事で悲しげに涙を流しながら砂嵐となり、風に乗って何処かへ去って行く。
『スパイダーマン:ノー・ウェイ・ホーム』
本作においては、マーベル・シネマティック・ユニバース（MCU）の主な舞台の宇宙である“アース616”に転移して来る形で登場する。なお、本作がフリント/サンドマンのMCU初登場作品となるが、多くの場面で砂の姿での登場となる。
元の世界でピーターと和解し合って何処かへ去った後の時系列からアース616に到着してしまい、ニューヨーク郊外の軍事研究施設で争っていたこの世界のピーター・パーカー/スパイダーマン（ピーター1）と更に別の世界から転移して来たマックス・ディロン/エレクトロの下に現れると、エレクトロの攻撃からピーター1を助け、前述の出来事からピーター/スパイダーマンに恨みなどの悪い感情を抱いていなかったためピーター1のマックスの捕縛に協力する。
その後、ピーター1によってスティーヴン・ストレンジ/ドクター・ストレンジが用意した地下牢へ転移されたことで、自身と同じアース96283から来たノーマン・オズボーン/グリーン・ゴブリンをはじめとする4名のスーパーヴィランと出会い、彼とオットー・オクタビアス/ドクター・オクトパスの死亡が元の世界で大きく報じられたことを一同に教えたり、彼がストレンジを“ミラー次元”に放逐して、スーパーヴィラン一同の治療を提案すると「元の世界に帰って娘に会いたいだけ」と告げるなど、ピーター1の意向に大人しく従って、スーパーヴィラン一同を救う為の解毒剤やデバイスの開発に付き合うことになる。その最中にマックスと身の上話などを交わし、オクタビアスの治療成功にも「見事だ」と評したが、治療を理由に元の世界に送り返すのを後回しにしていたピーター1に対する不信感やノーマンの肉体を乗っ取って現れたグリーン・ゴブリンが他のヴィランを扇動し反旗を翻したことなどが重なり、この場にいる理由が無いと判断したためか別の世界から来たカート・コナーズ/リザードやマックスと同様に彼の元から逃走してしまう。
そして、ピーター1による誘い込みを受けて自由の女神像に現れ、呉越同舟の関係となったコナーズやマックス共々、 “スパイダーマンズ”と激戦を繰り広げるが、ピーター1が作ったデバイスの光を自身と同じアース96283から来たピーター/スパイダーマン（ピーター2）に浴びせられて砂の力を失い、本来の姿へ戻って戦意を喪失。ピーター2から落ち着いているように促されて女神像頭頂部の展望台に待機し、最後は望み通りストレンジの魔術によって元の世界へと帰還する。
ソニーズ・スパイダーマン・ユニバース(SSU)のドラマ作品『Noir』にてスーパーヴィランの一人として登場。

## アニメ
- 1960年代のアニメ『スパイダーマン』ではトム・ハーヴェイが声を担当。吹き替え声優は不明。

『Sand of Crime』に登場。博物館の中で警備されていたゴリアテのダイヤモンドがサンドマンに盗まれ、スパイダーマンがそのダイヤを取り返しに行くというエピソード。工場現場の中で対決とはなったが、サンドマンが吹っ飛ばされて水浸しになって負けている。
- 1981年のアニメ『スパイダーマン』ではニール・ロスが声を担当した。

『サンドマン登場（Sandman is Coming）』に登場。NASAにあった火星の土壌サンプルをサンドマンに盗まれてしまい、それをスパイダーマンが取り返すというエピソード。
- 『スパイダーマン&アメイジング・フレンズ』ではクリス・ラッタが声を担当。吹き替え声優は不明。
- 『スペクタキュラー・スパイダーマン』ではジョン・ディマジオが声を担当した。吹き替え声優は不明。
- 『アルティメット・スパイダーマン』ではディー・ブラッドリー・ベイカーが声を担当。吹き替えは佐藤美一が声を担当した。
- 『マーベル スパイダーマン』ではトラヴィス・ウィリンが声を担当した。吹き替え声優は不明。

## ゲーム
- スパイダーマン2 エンターエレクトロ（PS） - ダラン・ノリスが声を担当。吹き替えは川津泰彦が担当した。
- スパイダーマン3（PS2・PS3・Wii） - 実写映画版と同じく、トーマス・ヘイデン・チャーチが声を担当。吹き替えも石田圭祐が担当。
- Marvel's Spider-Man（PS4） - 直接は登場しないが、ケースに封印された形で登場している。
- Marvel's Spider-Man 2（PS5） - レアンドロ・カノが声を担当。吹き替えはかぬか光明が担当した。